# 2012年西南公開賽
2012年西南公開賽（也稱西南財團大師賽與女子公開賽）是一項位於美國辛辛那提的室外硬地球場的網球巡迴賽，舉辦時間為8月11日到8月19日。

## 冠軍

### 男子單打
羅傑·費德勒 擊敗  諾瓦克·喬科維奇（6–0、7–67）
- 這是費德勒今年第6座冠軍與生涯第76座冠軍。

### 女子單打
李娜 擊敗  安赫利奎·克柏（1–6、6–3、6–1）
- 這是李娜今年第1座冠軍與生涯第6座冠軍。

### 男子雙打
羅伯特·林德斯泰特 /  霍里亞·特卡烏 擊敗  马赫什·布帕蒂 /  罗翰·波柏纳（6–4、6–4）

### 女子雙打
安德蕾雅·赫拉法克娃 /  露絲·哈迪卡 擊敗  卡塔琳娜·斯雷博特尼克 /  鄭潔（6–1、6–3）

## 外部連結
- 官方網站（页面存档备份，存于）